# Новотроицкое сельское поселение (Омский район)
Се́льское поселе́ние Новотроицкое — муниципальное образование в Омском районе Омской области Российской Федерации.
Административный центр — село Новотроицкое.

## История
Статус и границы сельского поселения установлены Законом Омской области от 30 июля 2004 года № 548-ОЗ «О границах и статусе муниципальных образований Омской области»

## Население
| 2006  | 2010  | 2011  | 2012  | 2013  | 2014  | 2015  |
| ----- | ----- | ----- | ----- | ----- | ----- | ----- |
| 1872  | ↘1848 | ↗1852 | ↗1869 | ↘1840 | ↗1846 | ↘1820 |
| 2016  | 2017  | 2018  | 2019  | 2020  | 2021  | 2023  |
| ↘1797 | ↘1784 | ↘1743 | ↘1694 | ↘1633 | ↗1638 | ↘1594 |

## Состав сельского поселения
| № | Населённый пункт | Тип населённого пункта       | Население |
| - | ---------------- | ---------------------------- | --------- |
| 1 | Луговая          | деревня                      | ↗140      |
| 2 | Малокулачье      | деревня                      | ↗269      |
| 3 | Новотроицкое     | село, административный центр | ↘1181     |
| 4 | Чернолучье       | село                         | ↗258      |